# Charlemagne (Quebec)
Charlemagne (en español: Carlomagno) es una ciudad de la provincia de Quebec, Canadá. Es una de las ciudades que conforman la Comunidad metropolitana de Montreal y se encuentra en el municipio regional de condado de L'Assomption y a su vez, en la región administrativa de Lanaudière. forma parte de las circunscripciones electorales de L'Assomption a nivel provincial y de Repentigny a nivel federal.

## Geografía
Según Statistics Canada, tiene una superficie total de 2,16 km² y es una de las 1135 municipalidades en las que está dividido administrativamente el territorio de la provincia de Quebec.

## Demografía
Según el censo de 2011, había 5853 personas residiendo en esta ciudad con una densidad poblacional de 2704 hab./km². Los datos del censo mostraron que de las 5594 personas censadas en 2006, en 2011 hubo un aumento poblacional de 259 habitantes (4,6 %). El número total de inmuebles particulares resultó de 2863 con una densidad de 1325,46 inmuebles por km². El número total de viviendas particulares que se encontraban ocupadas por residentes habituales fue de XXXXX.